# Marguerite-Antoinette Couperin
Pour les articles homonymes, voir Couperin.
Marguerite-Antoinette Couperin, née le 19 septembre 1705 à Paris et morte vers 1778 dans la même ville, est une claveciniste française.
Elle est la fille de François Couperin, le Grand et de Marie-Anne Ansault. Le 16 février 1730, son père qui était survivancier de la charge de claveciniste de la Chambre du Roi, dont le titulaire était Jean-Baptiste Henry d'Anglebert (1661-1735), fils héritier de Jean-Henri d'Anglebert, lui laisse la charge. À la mort de Jean-Baptiste Henry d'Anglebert, Marguerite-Antoinette devient titulaire. En 1736 le roi supprime la charge de joueur d'épinette de la Chambre du roi, mais Marguerite-Antoinette est pourvue d'une Commission d'ordinaire de la Musique de la Chambre du Roy pour le clavecin. Elle enseigna le clavecin aux filles de Louis XV. Pour des raisons de santé, elle vendit le 25 novembre 1741 sa charge à Bernard de Bury moyennant 6 000 livres.